# With Me (chanson de Destiny's Child)
Cet article concerne la chanson de Destiny's Child avec Jermaine Dupri. Pour la chanson de Sum 41, voir With Me.
Singles de Destiny's Child avec Jermaine Dupri
No, No, No
(1997) Get on the Bus
(1999)
Singles par Jermaine Dupri
Money Ain't a Thang
(1997) Sweetheart
(1998)
With Me, le premier single au Royaume-Uni, est une chanson R'n'B interprétée par le groupe américain Destiny's Child pour leur premier album studio Destiny's Child de 1998. La chanson est produite par Jermaine Dupri et Manuel Seal Jr. et reçoit une réception positive de la part de la critique musicale. Selon le groupe, With Me est censé être une réponse à la chanson de Usher U Make Me Wanna. La chanson contient des éléments de la chanson de Master P Freak Hoes. Elle ne figure pas sur l'album compilation des Destiny's Child #1's.

## Voix
- Voix principales: Beyoncé Knowles (1 couplet et 1 pont), Kelly Rowland (1 couplet) et LaTavia Roberson (harmonisé sur 1 ponte)
- Choristes: Kelly Rowland, LeToya Luckett et LaTavia Roberson

## Clip vidéo
Dans la vidéo, Beyoncé apparaît comme une sirène dans une salle de bains bleutée. LaTavia apparaît comme une génie dans une pièce de couleur orange. Kelly est une géante dans une ville la nuit. LeToya est une « spider-woman » qui fait l'ascension d'une toile faite de chaînes métalliques avec un fond violet. Les membres apparaissent ensemble dans des tenues grises dans une scène et en robes rouges dans une pièce sombre avec des yeux couverts. Jermaine Dupri apparaît également en regardant les femmes dans un diaporama.
Le clip vidéo n'est jamais sortie sur une compilation vidéo ou sur un CD bonus.

## Ventes
La chanson est exclusivement sortie chez les marchés européens. Le single entre dans le UK Singles Chart le 11 juillet 1998 à la 19e place. Aux Pays-Bas, la chanson prend la 83e position et reste pendant trois semaines dans les classements Mega Single Top 100.

## Liste des pistes

### Maxi Single Europe/Single Royaume-Uni Partie 1
COL 665754 2
1. With Me (Partie 1) (avec JD) : 3:27
2. With Me (Partie 2) (avec Master P) : 4:14
3. With Me (Partie 1) (Instrumentale) : 3:28
4. Second Nature : 5:09

### Single Royaume-Uni Partie 2
1. With Me (Full Crew Radio Version)
2. With Me (Full Crew Revocaled Radio Version)
3. With Me (Full Crew Main Mix W/Rap)
4. With Me (Full Crew Main Mix No Rap)

## Formats et remixes
1. With Me Partie 1 (Instrumentale)
2. With Me Partie 2 (Instrumentale)
3. With Me Partie 2 (Sans Rap)
4. With Me Partie 2 (Version radio) (avec Master P)
5. With Me Partie 3 (With Me Full Crew Radio Version)
6. With Me Partie 3 (With Me Full Crew Revocaled Radio Version)
7. With Me Partie 4 (With Me Full Crew Main Mix No Rap)
8. With Me Partie 4 (With Me Full Crew Main Mix With Rap)
9. With Me Partie 4 (With Me Full Crew Main Mix No Rap - Instrumental)
10. With Me Partie 5 (With Me UK Mix With Rap) (avec Full Crew)
11. With Me Partie 5 (With Me UK Mix Radio Edit) (avec Full Crew)

## Classement
| Classement (1998)              | Meilleure position |
| ------------------------------ | ------------------ |
| Pays-Bas (Single Top 100)      | 83                 |
| Royaume-Uni (UK Singles Chart) | 19                 |